# Величко Теодосиев
Величко Георгиев Теодосиев е български революционер, деец на Вътрешната македоно-одринска революционна организация и Вътрешната македонска революционна организация.

## Биография
Величко Теодосиев е роден през януари 1890 година в кратовското село Койково, днес в Северна Македония. Баща му Георги Теодосиев Павлов е участник във ВМОРО и се занимава с пренасяне на оръжие за организацията през връх Руен, като през Винишката афера от 1897 година бяга с братята и баща си в Кюстендил. През 1910 година Величко Теодосиев се присъединява към ВМОРО, а през Балканската война служи в Македоно-одринското опълчение във 2-ра рота на 3-та солунска дружина. Сражава се при Кешан, след което се прибира в родния си край. Провожда кратовската чета на Теодоси Малински през 1913 година, а през 1914 година и четата на Лазар Фертико. Действа и в 1915 година. Разкрит от сърбите, бяга в България и се установява в Перник, където работи като миньор за кратко.
Продължава да изпълнява различни длъжности под ръководството на Тодор Александров по време на Първата световна война. Участва във възстановяването на ВМРО до 1927 година, когато започва отново работа в мините в Перник. Величко Теодосиев остава без образование, но самостоятелно пише спомени за участието си в революционното движение през 1984 година.